# Justizvollzugsanstalt Ulm

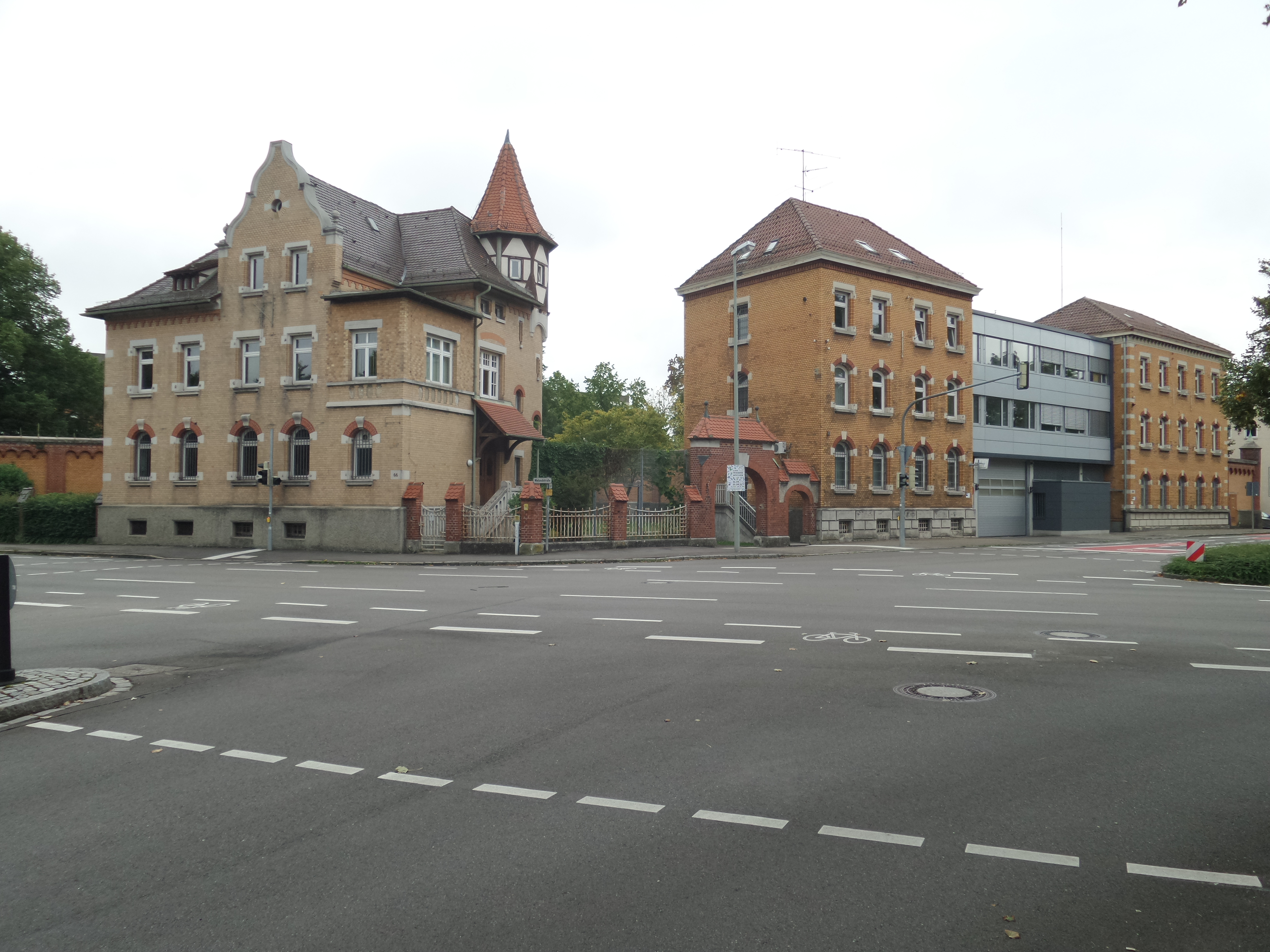
Justizvollzugsanstalt Ulm

Die Justizvollzugsanstalt Ulm ist eine Justizvollzugsanstalt des Landes Baden-Württemberg und befindet sich in Ulm.

## Geschichte und Gebäude
Im Jahr 1900 wurde die heutige Hauptanstalt als württembergisches Festungsgefängnis (Militärarrestanstalt) errichtet und 1921 an die Justizverwaltung übergeben.
Bereits 1894 wurde die heutige Außenstelle „Frauengraben“ als Gerichtsgefängnis hinter dem Gerichtsgebäude im Stadtgebiet Ulm erstellt.
Schon vor der gesetzlichen Normierung im Strafvollzugsgesetz der Bundesrepublik Deutschland wurde in Ulm seit 1970 der offene Vollzug statuiert.

## Zuständigkeit
In der JVA Ulm sind ausschließlich Männer inhaftiert.
In der Hauptanstalt in der Talfinger Straße 30 gibt es für den offenen Vollzug 153 Haftplätze.
In der Außenstelle Frauengraben 4–6 befindet sich der geschlossene Bereich für 98 Untersuchungshäftlinge.
Ferner gibt es eine Abteilung für kurze Freiheitsstrafen mit 40 Haftplätzen und eine Freigängerabteilung mit 59 Haftplätzen.

## Kapazität und Unterbringung
Die gesamte JVA Ulm ist für ca. 350 Gefangene ausgelegt. In der Hauptanstalt sind die Gefangenen in Einzel- bis 4er-Hafträumen untergebracht. In der Außenstelle ist die Unterbringung in Einzelzellen die Regel, bei einer höheren Belegungszahl können diese auch mit einer zweiten Person belegt werden.

## Betreuung
Psychologen und Sozialarbeiter stehen zu Betreuungs- und Behandlungszwecken zur Verfügung. Es finden Einzel- und Gruppenveranstaltungen statt. Auch externe Ansprechpartner kümmern sich um die Inhaftierten, etwa zur Sucht- oder Schuldnerberatung.
Es bestehen Vater-Kind-Projekte und die Möglichkeit eines sozialen Trainings. Für Jugendliche in der Untersuchungshaft existiert eine Arbeitspädagogische Gruppe.
Die körperliche Gesundheit wird durch einen Vertragsarzt sowie einen Vertragszahnarzt sichergestellt.

## Freizeit
Die Anstalt verfügt über ein umfangreiches Sportangebot. So bestehen Sportplätze im Freien und Krafträume im Innern. Es können Mannschaftssportarten betrieben werden. Auch Turniere mit Mannschaften anderer Anstalten finden statt. Es gibt eine eigene Bibliothek, Sprach- und Musikkurse sowie religiöse und kulturelle Angebote.

## Arbeit und Fortbildung
Für die Inhaftierten stehen rund 150 Arbeitsplätze im Bereich Schreinerei, Schlosserei, Montage, Metzgerei, Küche und Eigenversorgung zur Verfügung.
Die Gefangenen können eine Berufsausbildung absolvieren, beispielsweise für Maschinen- und Anlagenführer (Metall), Metzger und Koch.

## Personalausstattung
Die Anstalt hat 172 Planstellen für hauptamtliche Mitarbeiter. Zusätzlich engagieren sich ehrenamtliche Mitarbeiter.